# David Boogerd
David Boogerd (Lisse, 1985) is een Nederlandse presentator en journalist. Als presentator werkt hij bij de EO.

## Opleiding
Boogerd volgde de opleiding journalistiek aan de Christelijke Hogeschool in Ede. 

## Loopbaan
In 2010 ging David Boogerd als stagiair aan de slag bij de talkshow Knevel & Van den Brink. Hij ging bij dit programma aan het werk na afronding van zijn opleiding tot 2014 toen dit programma stopte. Daarna ging hij aan de slag als redacteur voor diverse titels. Met Andries Knevel maakte hij meer dan 100 afleveringen van het programma Andries en de documentaire-series In de ban van de Paus en Toen was geloof heel gewoon. Met Tijs van den Brink werkte hij aan De Tafel van Tijs, NieuwLicht en Adieu God?. Zijn rol veranderde in 2019 toen hij podcasts ging maken. Hij presenteert voor de EO De Ongelooflijke Podcast samen met theoloog Stefan Paas en Dit is de Bijbel. Voor NPO Radio 1 presenteerde hij Dit is de Zondag en sinds 2023 De Ongelooflijke Radio.

## Erkenning
In 2025 ontving Boogerd de Spaanprijs voor zijn rol als presentator van De ongelooflijke podcast.